# Equador (departamento)
Departamento de Equador foi um dos departamentos da Grã-Colômbia.
Ele tinha fronteiras para:
- Azuay (departamento) no Sul.
- Guayaquil (departamento) no Oeste.

## Subdivisões
3 províncias e 15 cantões:
- Pichincha (província). Capital: Quito. Cantões: Quito, Machachi, Latacunga, Quijos e Esmeraldas.
- Imbabura (província). Capital: Ibarra. Cantões: Ibarra, Otavalo, Cotacachi e Cayambe.
- Chimborazo (província). Capital: Riobamba. Cantões: Riobamba, Ambato, Guano, Guaranda, Alausí e Macas.